# Ice (yacht)
Pour les articles homonymes, voir ICE.
L’Ice est un yacht de luxe dessiné par Tim Heywood, décoré de manière minimaliste par Terence Disdale et construit par les chantiers allemands Lürssen.
Pour réduire son impact négatif sur l'environnement, l’Ice est équipé de huit générateurs fournissant l'énergie nécessaire aux Azipods (+ 1 de secours), aux jets propulseurs d'étrave et à la consommation électrique du bord. Chaque moteur possède son propre système d'échappement avec post-combustion des particules et filtration. Un système de positionnement dynamique (DP) se charge à la demande de manœuvrer les propulseurs pour conserver le yacht sur place sans à avoir à jeter l'ancre. La plateforme accueille un Eurocopter EC135. La piscine du pont principal possède un fond à hauteur variable. Le pont inférieur abrite 3 tenders ainsi que plusieurs jets-ski.
Ce navire possède 2 antennes Orbit à positionnement dynamique pour la connexion Internet (VSAT), 2 antennes TVRO et 2 Fleet77.
L'ensemble de l'audio-visuel, TV ou films est diffusé en IP multicast dans le navire.